# Apteryx rowi
Apteryx rowi (лат.)  — вид птиц, относящихся к единственному роду Apteryx в семействе Apterygidae в отряде кивиобразных (Apterygiformes). Получил статус самостоятельного вида в 2003 году.

## Общая характеристика

Apteryx rowi на марке Новой Зеландии (2000)

Apteryx rowi — эндемик Новой Зеландии и водится только на Южном острове, населяя на его западном побережье небольшой район — лес Окарито. Является частью комплекса южного киви и морфологически очень похож на последнего.
Гнездовой участок может занимать до 100 га.

## Степень угрозы существованию
Статус Apteryx rowi рассматривается как национально критический (Nationally Critical). Популяция малочисленная — всего 600 птиц.
Усилия по сохранению Apteryx rowi и контролю численности горностаев имели частичный успех в восстановлении популяции этих птиц. Однако вид по-прежнему находится в уязвимом состоянии, и наибольшей угрозой его существованию остаются импортированные хищники, такие как горностай.

## Классификация
Ранее популяцию относили к южному киви (Apteryx australis). В 2003 году была выделена в отдельный вид на основе морфологических, паразитологических, полевых и генетических исследований.

## Генетика
Молекулярная генетика
- Депонированные нуклеотидные последовательности в базе данных EntrezNucleotide, GenBank, NCBI, США: 42 (по состоянию на 18 февраля 2015).
- Депонированные последовательности белков в базе данных EntrezProtein, GenBank, NCBI, США: 30 (по состоянию на 18 февраля 2015).

## Прочее
Почтовое ведомство Новой Зеландии «предвосхитило» признание Apteryx rowi в качестве отдельного вида, выпустив почтовую миниатюру с изображением птицы в 2000 году, то есть за три года до присвоения видового статуса.